# 恭俭胡同
恭俭胡同，是北京市西城区东部的一条胡同，位于什刹海街道米粮库社区。

## 简介
恭俭胡同位于厂桥地区东部。南到景山后街，北到地安门西大街。南北走向，南段向西南弯曲，全长530米，平均宽度4米。明朝称“内官监”，因为内官监署在此处而得名。《明史·职官志》载：内官监“掌木、石、瓦、土、塔材、东行、西行、油漆、婚礼、火药十作及米盐库、营造库、皇坛库，凡国家营造宫室陵墓并铜锡妆奁器用暨冰窨诸事。”清朝光绪末年，讹为“内宫监胡同”。中华民国成立后，谐音改为“恭俭胡同”，沿用至今。
恭俭胡同西侧和恭俭胡同相连的还有五条小巷，自北向南分别命名为恭俭一巷至五巷：
- 恭俭一巷：东西走向，东起恭俭胡同，西不通行。全长26米，平均宽度3.5米。明朝为内官监址。清朝形成胡同，统称内官监胡同。因为该段胡同内有四眼井，中华民国成立后遂改称“四眼井”。因为是恭俭胡同西侧自北向南第一条胡同，1965年更名为“恭俭一巷”[2]。
- 恭俭二巷：东西走向，东起恭俭胡同，西到北海北夹道。全长45米，平均宽度2.5米。明朝为内官监址。清朝形成胡同，统称内官监胡同。中华民国成立后谐音改称恭俭胡同（部分）。1965年将恭俭胡同西侧的几条小巷析出，因该巷是自北向南第二条胡同，故得名“恭俭二巷”[3]。
- 恭俭三巷：东西曲折走向，东起恭俭胡同，西到北海北夹道。全长149米，平均宽度1.5米。明朝为内官监址。清朝形成胡同，统称内官监胡同。中华民国成立后谐音改称恭俭胡同（部分）。1965年将恭俭胡同西侧的几条小巷析出，因该巷是自北向南第三条胡同，故得名“恭俭三巷”[4]。
- 恭俭四巷：东西曲折走向，东起恭俭胡同，西到北海北夹道。全长62米，平均宽度2米。明朝为内官监址。清朝形成胡同，统称内官监胡同。中华民国成立后谐音改称恭俭胡同（部分）。1965年将恭俭胡同西侧的几条小巷析出，因该巷是自北向南第四条胡同，故得名“恭俭四巷”[5]。
- 恭俭五巷：东西弯曲走向，东起恭俭胡同，西到北海北夹道。全长61米，平均宽度3.5米。明朝为内官监址。清朝形成胡同，统称内官监胡同。中华民国成立后谐音改称恭俭胡同（部分）。1965年将恭俭胡同西侧的几条小巷析出，因该巷是自北向南第五条胡同，故得名“恭俭五巷”[6]。

恭俭二巷1号（原恭俭胡同8号）的老房主是毓逖，人称“毓四爷”，清末曾任“禁卫军总办”，曾袭“奉恩将军”爵位，曾在“贵胄学堂”学习。毓逖交往很广，中华民国时期此院是社会名流经常聚会之处，画家齐白石、溥儒等，收藏家张伯驹，京城四才子（田子久、徐子才、魏子詹、张子余），戏剧大师尚小云、焦菊隐、翁偶虹等，及在北京的前清皇室成员都曾来该院做客。书法家启功常来该院看望其堂叔祖父毓逖，后来启功向齐白石学画。李大钊的葬礼也是在该院酝酿筹划。1927年李大钊被奉系军阀张作霖杀害，直到1933年遗体尚未安葬。按照老北京传统，下葬日通常选在三、五、七等奇数。李大钊的七日、七月、七季均已过去，但七年未到。毓逖在社会各界协助下，冒险从宣武门外李大钊停灵之处起杠，城内十六杠，出西直门改为二十四杠，将李大钊安葬在万安公墓。
恭俭五巷5号是清朝御用冰窖恭俭冰窖，为北京市文物保护单位。恭俭胡同43号的恭俭胡同三官庙、恭俭胡同18号的大马关帝庙是北京市西城区普查登记文物。
2017年8月上旬，西城区什刹海街道在拆除违章建筑施工中，在恭俭胡同南端发现西板桥遗址。2017年9月16日起，文物部门发掘此桥及其西侧内金水河河道，逐一发掘出古桥板、涵洞、河道驳岸等遗迹。2017年底，发掘面积达305平方米。西板桥是明朝内金水河皇城北段上的小桥，位于宫城西北方，内金水河自北海流经该桥后南折，沿景山西墙外最后进入宫城筒子河。西板桥是座拱桥，实际边长6.5米，桥洞是净跨2米的券洞，高1.7米，河水自西北方折向东穿过桥洞。发掘时恭俭胡同在桥西侧，打破河道。桥西侧发掘出土的古河道长29米、宽4.15米，其西面隔墙与北海公园濠濮间东南闸相连。该段河道原为条石驳岸，宽0.9米，残高1.8米至2米。1970年代，该段河道被填埋，顺河道放置水泥污水管，上面开一口垂直的污水井，驳岸条石多处被拆除挪作他用，缺损之处用虎皮石弥补。